# Christopher Glaser
Christopher Glaser (1615 – entre 1670 1678), va ser un químic i farmacèutic del segle xvii.

## Biografia
Nasqué a Basilea. Va esdevenir demostrador de química, com successor de Lefebvre, al Jardí Reial de les Plantes Medicinals, a París, i farmacèutic del rei Lluís XIV de França i del Duc d'Orleans.
Va escriure Traité de la chymie (París, 1663), molt reeditat i tradüit a l'alemany i l'anglès.
La sal polychrestum Glaseri és el sulfat de potassi que Glaser preparà i usava medicinalment.
El mineral K₃Na(SO₄) ₂ (Glaserita) rep aquest nom en el seu honor.